# Сарнак, Питер
Питер Клайв Сарнак (англ. Peter Clive Sarnak; род. 18 декабря 1953, Йоханнесбург) — южноафриканский и американский математик, специалист по анализу и теории чисел. Профессор Принстонского университета и Института перспективных исследований в Принстоне, член НАН США, Лондонского королевского общества и Американского философского общества, почётный фелло Royal Society of South Africa (2015). Лауреат премии Вольфа (2014).

## Биография
Происходит из раввинской семьи, раннее детство провёл в Израиле. Окончил Витватерсрандский университет, где получил две бакалаврские степени (соответственно в 1974 и 1975 годах), последнюю из которых — с отличием, а в 2014 году он удостоится здесь почётной степени. Степень доктора философии получил в Стэнфордском университете в 1980 году под началом Пола Коэна. С того же года— ассистент-профессор, с 1983 года — ассоциированный профессор Курантовского института математических наук Нью-Йоркского университета, а в 2001—2005 годах — профессор того же института. В 1987—1991 годах — профессор Стэнфордского университета. С 1991 года профессор Принстонского университета, в 1996—1999 годах заведующий его кафедрой математики. Одновременно с 2007 года профессор Института перспективных исследований в Принстоне и его член в 1999—2002 и 2005—2007 гг. Также фелло Еврейского университета в Иерусалиме (1987) и в Калтехе (1989).
Подготовил 36 аспирантов (Ph.D.) и многих постдоков.
Внёс вклад в математическую физику и информатику, а также комбинаторику.
Член НАН США и Лондонского королевского общества (и там и там с 2002), Американского философского общества (2008) и Американской академии искусств и наук (1991), иностранный член Европейской академии (2013), фелло Американского математического общества (2017).
Почётный доктор Еврейского университета в Иерусалиме (2010), китайского Shandong University (2014), Чикагского университета (2015), шотландского Сент-Эндрюсского университета (2016), Королевского колледжа Лондона (2017).

## Награды и отличия
- Стипендия Слоуна (1983—1985)
- Presidential Young Investigator Award[англ.] (1985—1990)
- Премия Пойи (SIAM) Общества промышленной и прикладной математики (1998)
- Премия Островского одноимённого фонда (2001)
- Levi L. Conant Prize[англ.], Американское математическое общество (2003)
- Aisenstadt Chair канадского Centre de Recherches Mathématiques[англ.] (2004)
- Премия Коула по теории чисел, Американское математическое общество (2005)
- Lester R. Ford Award, Математическая ассоциация Америки (2012)
- Премия Вольфа (2014)
- Phi Beta Kappa Принстона Teaching Award (2014)[6]